# Super Monkey Ball Banana Mania
Super Monkey Ball Banana Mania — мультиплатформенная игра-платформер, разработанная Ryu Ga Gotoku Studio и выпущенная Sega. Является сборником и ремейком первых трёх консольных игр серии Super Monkey Ball, выпущенный в честь 20-летия франшизы. Игра была выпущена для Nintendo Switch, PlayStation 4, PlayStation 5, Xbox One, Xbox Series X/S и ПК под управлением Microsoft Windows 5 октября 2021 года.

## Игровой процесс
Как и в предыдущих играх серии, цель основного режима игры — провести обезьяну в шаре по ряду подвешенных платформ, чтобы достичь цели и пройти уровень. Для этого игрок должен наклонять уровень, чтобы направить движение мяча. Banana Mania включает в себя все 300 этапов из Super Monkey Ball Deluxe. Некоторые этапы были переделаны, что снизило их общую сложность; исходные версии этих этапов всё еще можно пройти в режиме «Original Stage Mode». Сюжетный режим из Super Monkey Ball 2 также вернулся, теперь в нем используются катсцены в стиле комиксов вместо анимированных роликов из оригинальных релизов, а также все 12 многопользовательских party-игр из Deluxe.
В Banana Mania было добавлено несколько новых режимов, каждый из которых представляет собой выбор из 10 этапов основной игры, которые необходимо пройти альтернативными способами. К ним относятся «Golden Banana Mode», в котором игроки должны собрать все бананы на этапе; «Reverse Mode», в котором поменялись местами начальные и конечные точки этапа; и «Dark Banana Mode», в котором игроки должны пройти этап, не касаясь гнилых бананов. Другие новые функции, добавленные в Banana Mania, включают режим гонки на время, онлайн-таблицы лидеров и фоторежим. Также было добавлено несколько новых дополнительных функций доступности, в том числе механика прыжков из Super Monkey Ball: Banana Blitz, кнопка «замедленного движения», расширенный лимит времени и руководство по оптимальному пути. Игроки могут зарабатывать внутриигровую валюту, известную как «Очки», проходя этапы и собирая бананы в основной игре, или выполняя любую из 747 миссий. Эти очки можно потратить во внутриигровом магазине очков для покупки новых персонажей, режимов, альтернативных костюмов, аксессуаров для настройки персонажей и опций для фоторежима.
Помимо главных персонажей игры (АйАй, МиМи, Малыш и ГонГон, ЯньЯнь и Доктор), в игре имеются персонажи из других игр, в числе которых Джем из Super Monkey Ball: Step & Roll, Джет из Super Monkey Ball 3D и несколько гостевых персонажей из других франшиз компании Sega, включая ежа Соника и лисёнка Тейлза из серии Sonic the Hedgehog, Бита из игры Jet Set Radio, Кадзуму Кирю из серии Like a Dragon и Моргану из Persona 5. Также, персонажи из франшиз не от Sega были выпущены как платный загружаемый контент, например, Hello Kitty и Суэзо из игры Monster Rancher.

## Разработка и анонс
После выпуска Super Monkey Ball: Banana Blitz HD, разработчики из RGG Studio заговорили о создании следующей игры в серии. По словам режиссёра и продюсера Масао Сиросаки, они получили много отзывов от фанатов о том, что они «хотели бы увидеть ремейки первых двух частей серии», ссылаясь на то, что, если бы не голоса этих фанатов, то Banana Mania никогда бы не была выпущена. Функция помощи для неопытных игроков была создана, чтобы не усложнять игровой процесс для игроков, которые никогда не играли в Super Monkey Ball. Однако команда разработчиков не хотела менять структуру этапов, так как они чувствовали, что старые фанаты могут подумать, что это совершенно другая игра, отличная от оригинала.
Разработка игры началась примерно в марте 2020 года и была разработана удалённо из-за пандемии COVID-19. Разработка длилась около полутора лет. Главную тему игры, «Hello Banana», исполнила группа Banana Fritters, участники которой также озвучили некоторых персонажей игры.
Игра была анонсирована 15 июня 2021 года, хотя название игры просочилось до официального анонса. 15 апреля Австралийская классификационная коллегия выставила рейтинг игре, что позже сделала и Бразилия 10 июня. За день до анонса в сеть просочились иллюстрации и скриншоты.

## Оценки
| Сводный рейтинг       | Сводный рейтинг                     |
| Агрегатор             | Оценка                              |
| --------------------- | ----------------------------------- |
| Metacritic            | NS: 76/100 PS5: 76/100 XSXS: 76/100 |
| Иноязычные издания    |                                     |
| Издание               | Оценка                              |
| Destructoid           | 8/10                                |
| Eurogamer             | Recommended                         |
| GameSpot              | 8/10                                |
| Hardcore Gamer        | 8/10                                |
| IGN                   | 6/10                                |
| Nintendo Life         | [ 19 ]                              |
| Nintendo World Report | 8/10                                |
| Push Square           | [ 21 ]                              |
| Shacknews             | 8/10                                |
| VentureBeat           | [ 23 ]                              |

После выхода, Banana Mania получила положительные отзывы как от критиков, так и игроков.